# Borko Stefanović

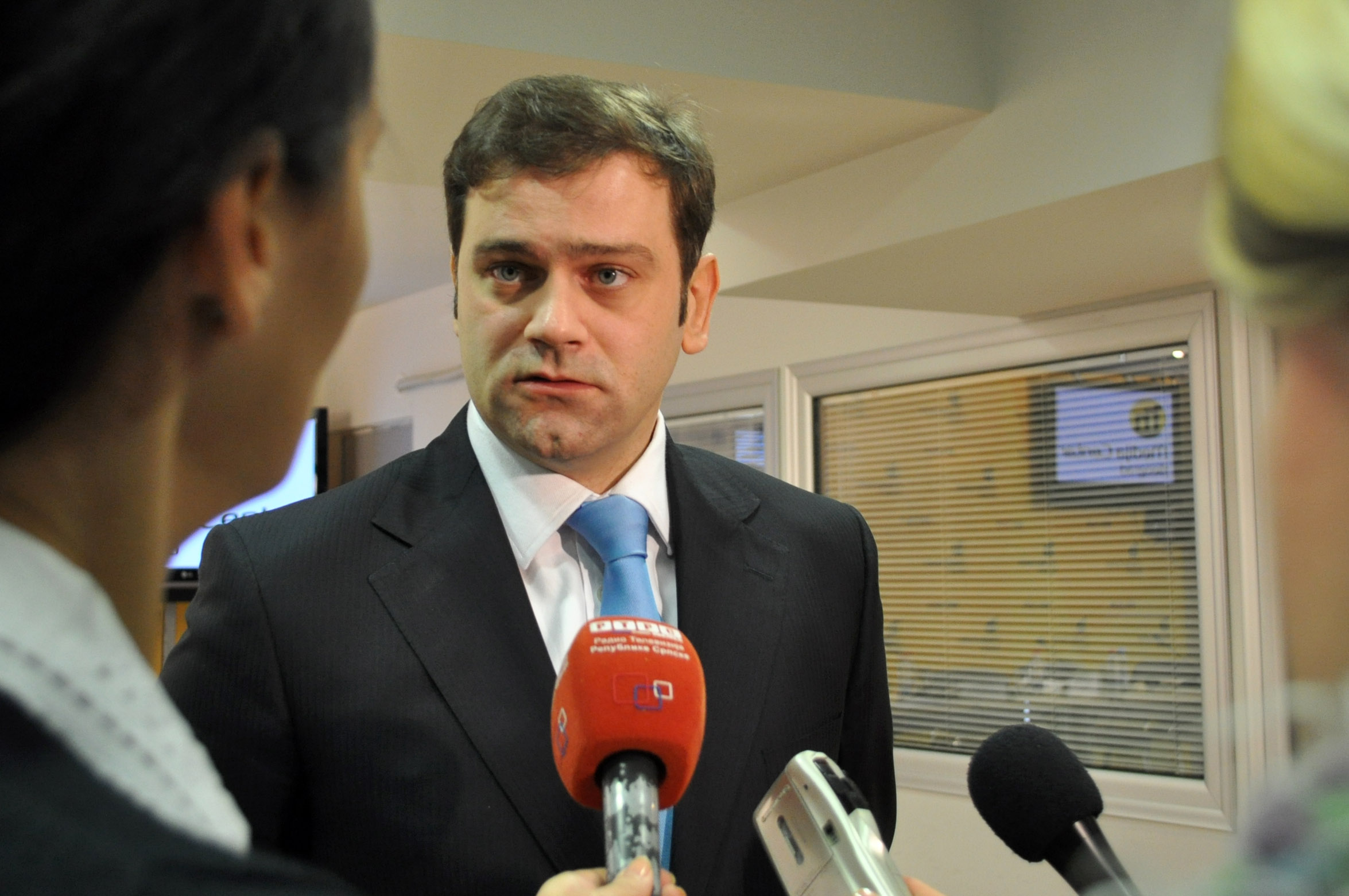
Borko Stefanović, 2011

Borko Stefanović (* 1974 in Novi Sad) ist ein serbischer Politiker und Diplomat. 

## Leben
Er machte seinen Schulabschluss auf dem Gymnasium in Sremski Karlovci. Stefanović absolvierte ein Jurastudium in Novi Sad, welches er 1999 abschloss. In seiner Jugend war er auch Bassgitarrist einer Punk-Rock-Band namens „Generacija bez budućnosti“ (Generation ohne Zukunft), die zuletzt 2011 auftrat. Nach dem Studium arbeitete er zunächst an einem Gericht.

## Politische Karriere
2001 wurde Stefanović Mitarbeiter des Außenministeriums seines Landes und alsbald an die Botschaft in Washington, D.C. versetzt. 2007 wurde er Büroleiter des damals neuen Außenministers Vuk Jeremić, später dann Politischer Direktor (Abteilungsleiter) im Außenministerium. Er war Chefunterhändler seiner Regierung im Zollkonflikt zwischen Serbien und Kosovo 2011/2012.
Stefanović gehörte zwischen 2003 und 2015 der Demokratischen Partei Serbiens an, für die er auch im Parlament saß, zeitweise als Fraktionsvorsitzender.
Ende 2015 gründete er die Bewegung "Die Linke Serbiens" und nahm mit ihr (erfolglos) an den serbischen Wahlen im April 2016 teil.